# Eva Barrettová

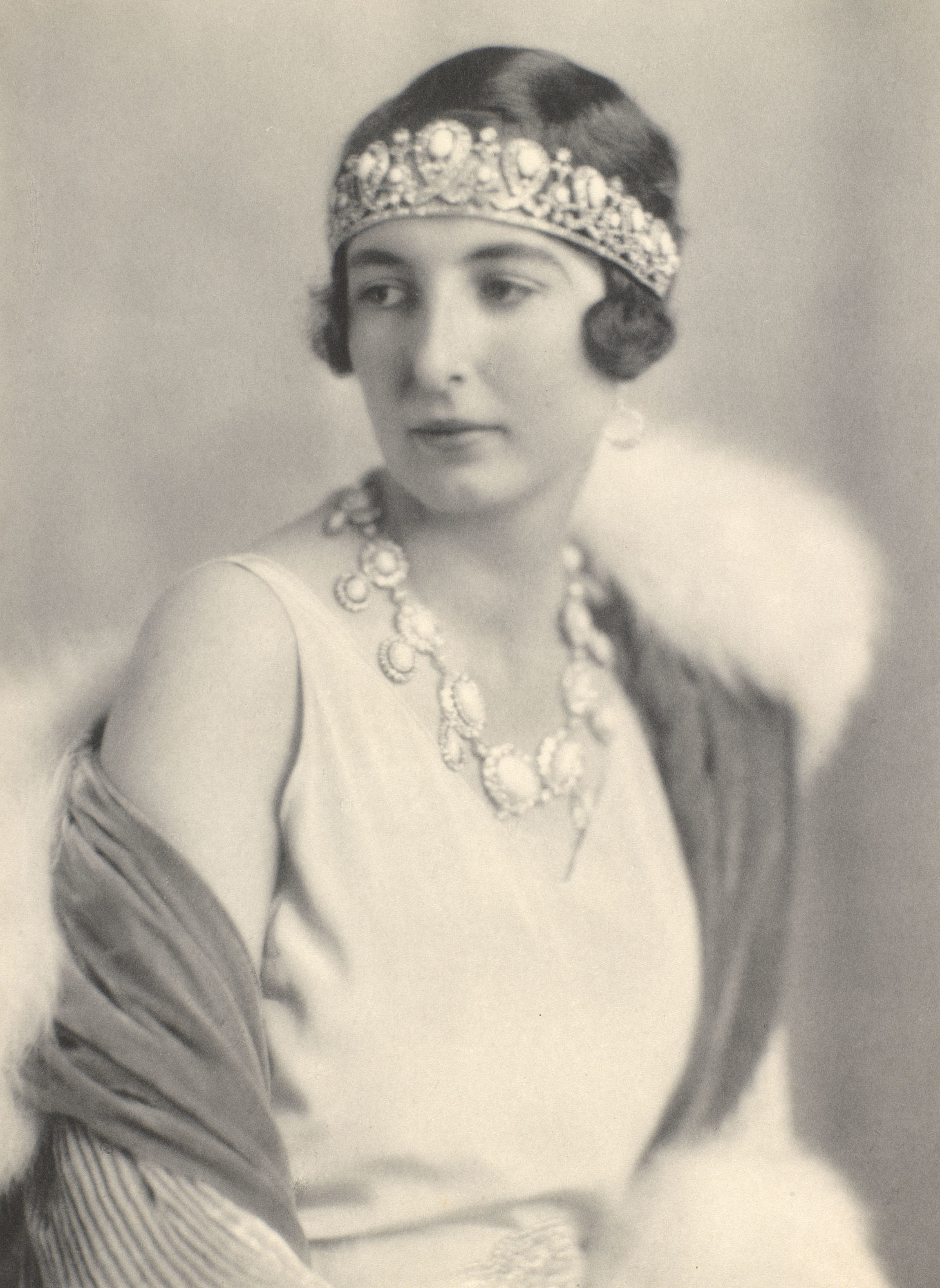
Princezna Františka Orleánská z Řecka a Dánska, 1929-1930

Eva Barrettová, rozená Eva Elbournová Barrettová (nepřechýleně Eva Barrett; 1879 Bishop's Stortford – 20. srpna 1950 Řím), byla britská portrétní a dvorní fotografka působící v Itálii.

## Životopis
Informace o této fotografce, která zanechala značné množství snímků významných a známých historických osobností, jsou velmi vzácné. Narodila se jako malířka v Hertfordshire v Anglii, což je fakt, který zdroje popisují jako zklamání. Proto se rozhodla v roce 1913 přestěhovat do Říma .
V Římě se naučila fotografovat a myslela si, že „je lepší být prvotřídní fotografkou než druhořadou [malířkou]. Piktorialistka s malým fotoaparátem vytvořila vlastní fotografickou metodu, která připomínala skici kreseb. Tímto způsobem měla značný úspěch a její kariéra vzlétla.
Fotografovala italskou královskou rodinu, manželky a děti zahraničních velvyslanců a také získala četné zakázky od evropské královské rodiny v Belgii, Švédsku a Řecku.
Eva Barrettová učinila ze svého ateliéru místo setkání římské (nejen) tehdejší šlechty a evropských královských rodin. Vyvinula osobní verzi takzvaného „pastelového portrétu“, který vynikal zvláštním zpracováním. Obecně platí, že tento efekt, retušováním fotografie, získala groteskní výsledky, protože použití barvy nebo tužky často deformovalo původní obrázek, takže jej nebylo možné rozpoznat. Na druhou stranu Barrettová použila několik velmi lehkých tahů tužkou, čímž se jí podařilo vytvořit tlumené obrazy, ale s obzvláště hustou černou, a tak zachovat vlastnosti fotografie a portrétů. „Vaši přátelé si mohou koupit cokoli, co jim můžete dát, kromě vaší fotografie“, to byl její slogan .
Dále je zaznamenán souboj s maďarskou židovskou fotografkou Ghittou Carellovou, která do Říma přijela v roce 1927 z Toskánska, která se ujala početné aristokratické klientely ze stejného královského domu, z římského beau monde s jeho nejvýznamnější a nejvýznamnější významné osobnosti historie, kultury, umění, hudby, průmyslu a církve, které kdysi patřily Barrettové. Obě každopádně víceméně měly kontakty s fašismem a jejich nejvyššími představiteli .
Příběh Barrettové se prolíná s příběhem Ottavie Vitagliano (1894-1975), která se po smrti svého manžela Nina v roce 1933 rozhodla převzít vydavatelské impérium a také zaměstnala Barrettovou a Carellovou jako fotografky časopisu Eva, týdeník pro italské ženy, pro které vytvořily několik obálek .
Poté je informací o autorce velmi málo. Nevíme, zda zůstala v Itálii, nebo se vrátila do Anglie. Neexistuje žádná jistota ohledně roku smrti. Podle jiných textů to mohl být rok 1949. Přestože byla téměř zapomenuta a nikdo se nepokusil rekonstruovat její lidský a umělecký příběh, její díla jsou rozptýlena v různých sbírkách po celém světě a nadále kolují v mnoha soukromých aukcích, v roce 1995 byly součástí velké skupionové XLVI mezinárodní umělecké výstavy v Benátkách a jsou předmětem kolektivních výstav ve 21. století.

## Galerie

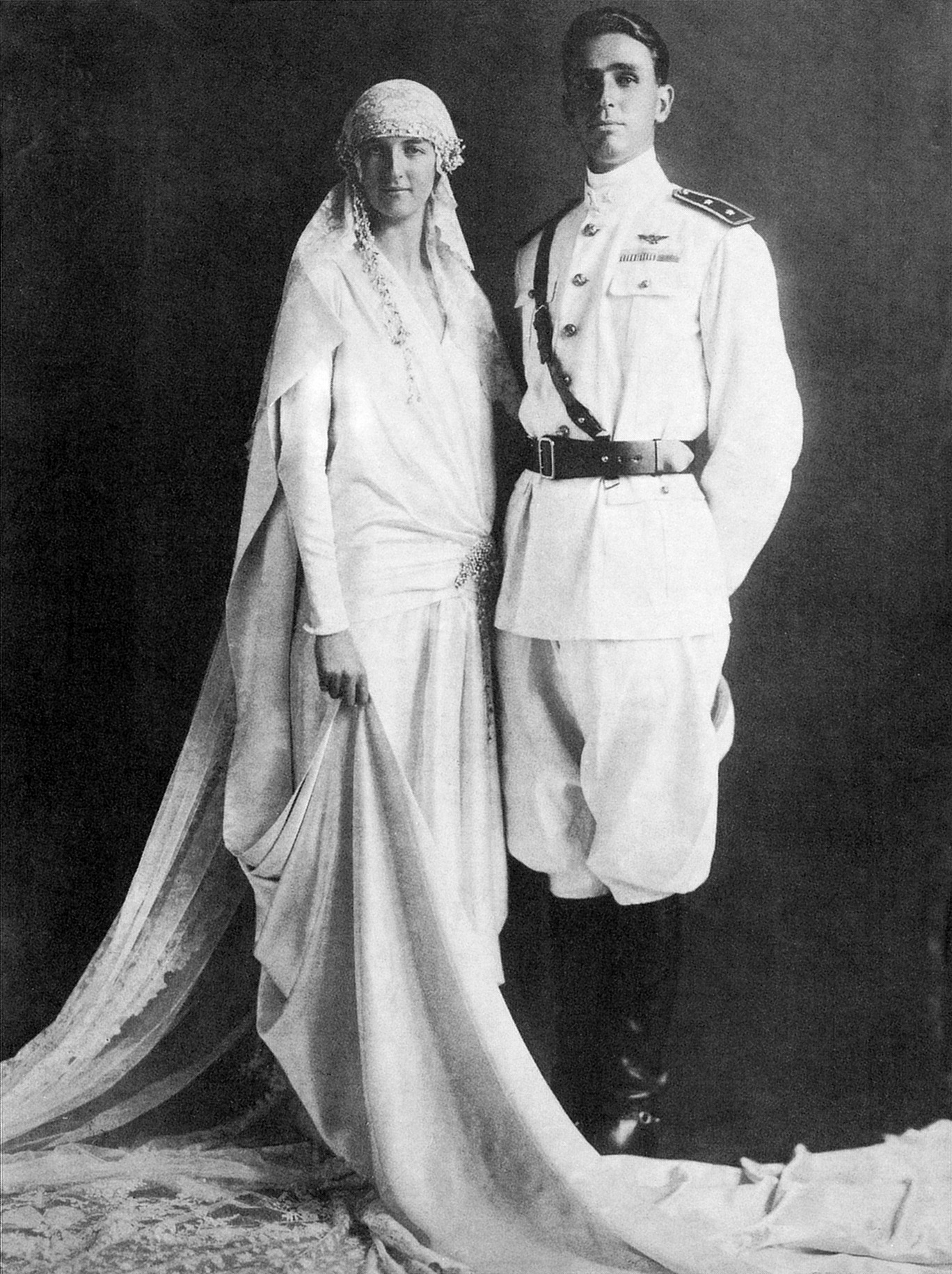
Anna Francouzská a Amedeo Savojský, vévodkyně a vévoda z Puglie, v den jejich svatby
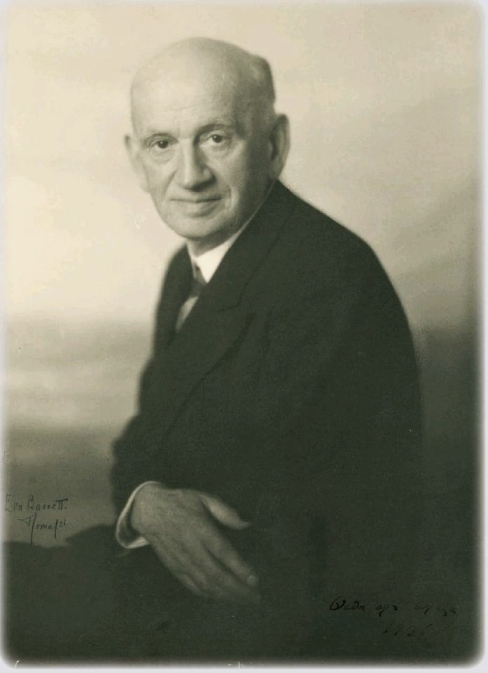
Lev Nikolajevič Tolstoj
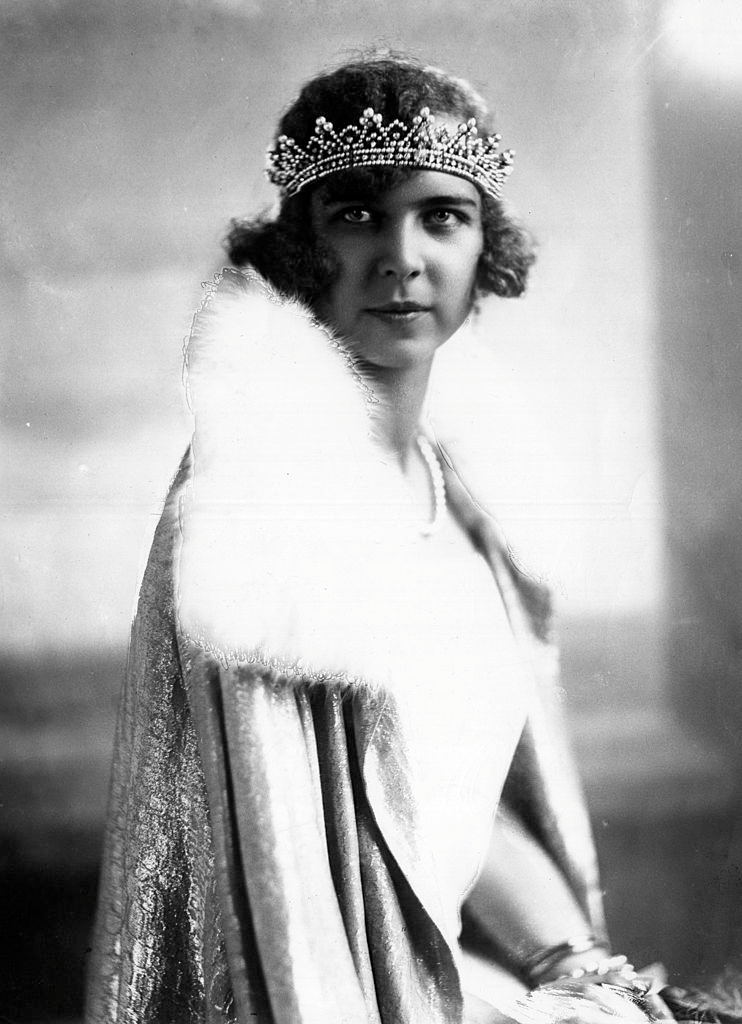
Maria José del Belgio
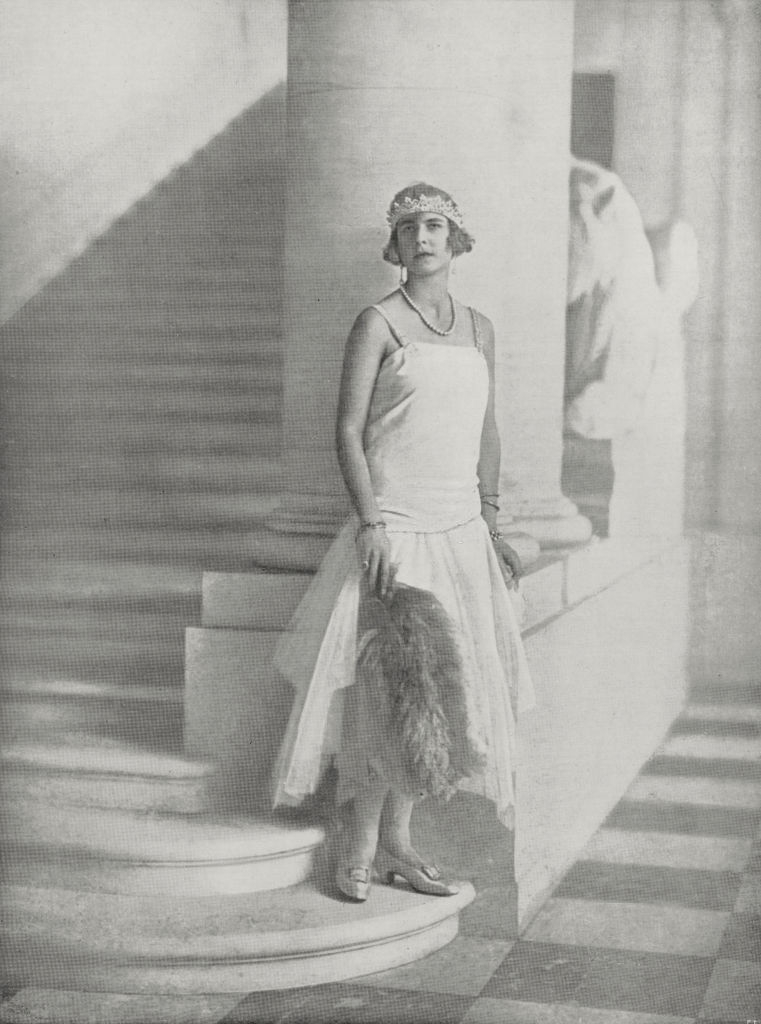
Maria José del Belgio
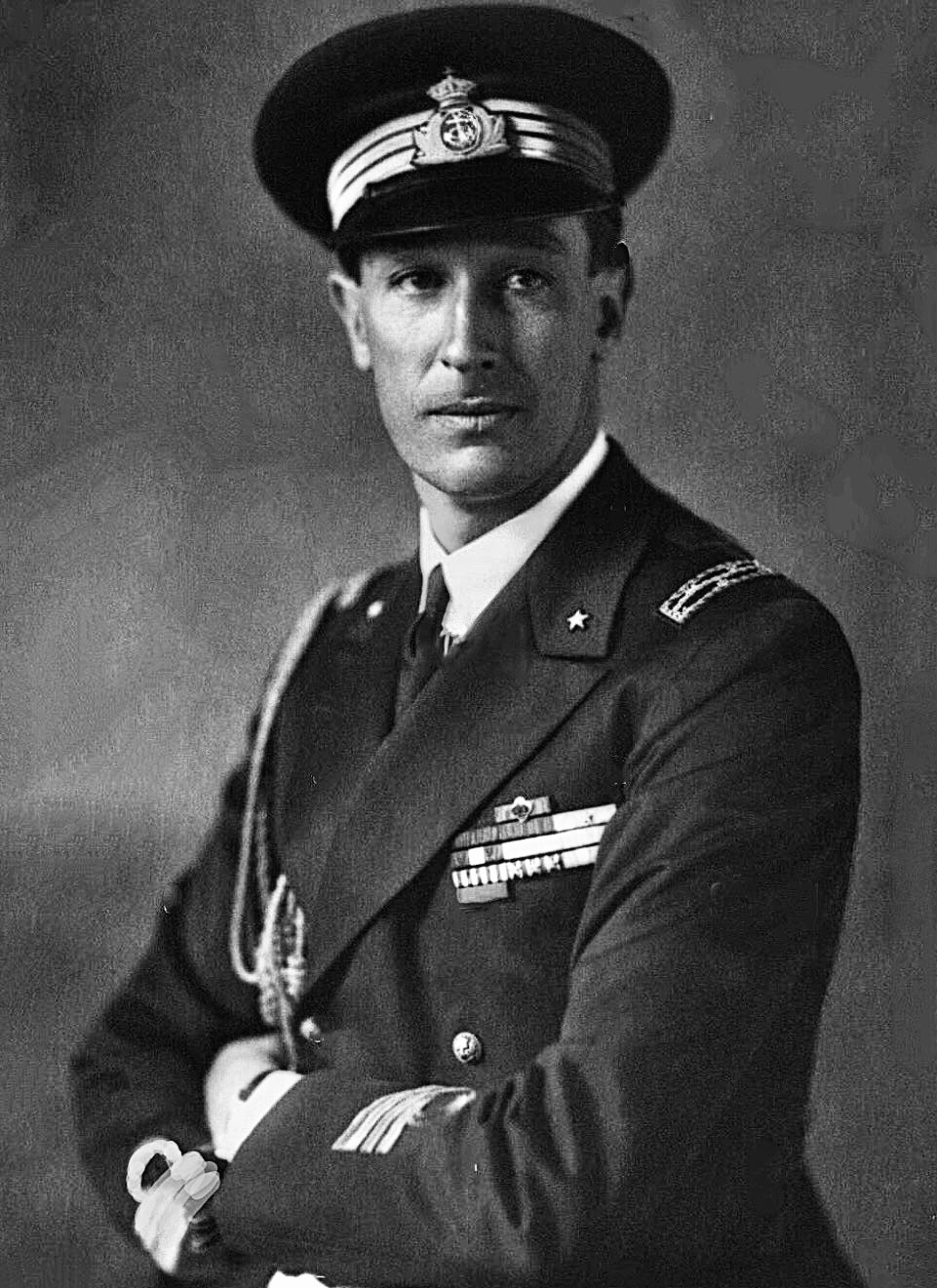
Prince Aimone of Savoy-Aosta, 1935
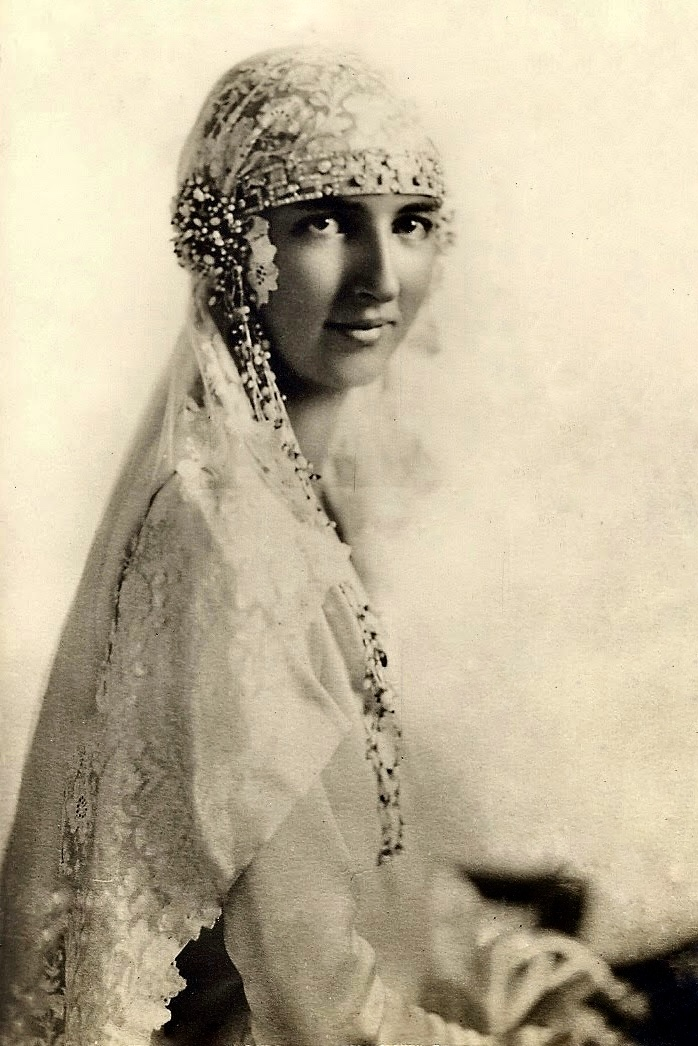
Princess Anne, Duchess of Aosta